# Nortia
Nortia a fost zeița sorții din mitologia etruscă.
Nortia a fost identificată cu zeița norocului de la greci, Tyche, echivalentul roman al zeiței Fortuna.
Nortia are un sanctuar la Volsini. Simbolul ei a fost un cui mare. Se obișnuia ca un astfel de cui să fie bătut într-o bucată de lemn cu ocazia Anului Nou.